# Balanus decorus
Balanus decorus är en kräftdjursart som beskrevs av Darwin 1854. Balanus decorus ingår i släktet Balanus och familjen havstulpaner. Inga underarter finns listade i Catalogue of Life.